# Rhaphidorrhynchium tereticaule
Rhaphidorrhynchium tereticaule är en bladmossart som beskrevs av Brotherus 1925. Rhaphidorrhynchium tereticaule ingår i släktet Rhaphidorrhynchium och familjen Sematophyllaceae. Inga underarter finns listade i Catalogue of Life.